# Keiko Tanaka-Ikeda
Pour les articles homonymes, voir Tanaka et Ikeda.
Keiko Tanaka-Ikeda (池田 敬子, Ikeda Keiko), née le 11 novembre 1933 à Mihara (Japon) et morte le 13 mai 2023 à Kawasaki, est une gymnaste artistique japonaise. 

## Biographie sportive

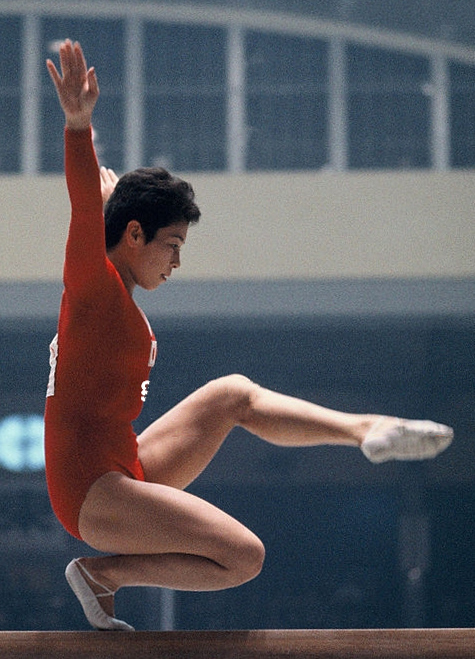
Keiko Tanaka-Ikeda aux Jeux olympiques de 1964 à Tokyo.

Keiko Tanaka-Ikeda remporte le titre mondial sur la poutre aux Championnats du monde de gymnastique artistique 1954 à Rome. En 1958 à Moscou, elle est médaillée de bronze mondiale à la poutre et au sol. Aux Mondiaux de 1962 à Prague, elle est médaillée de bronze à la poutre et au concours général par équipes. 
Aux Jeux olympiques de 1964 à Tokyo, Keiko Tanaka-Ikeda remporte la médaille de bronze au concours général par équipes. 
Enfin aux Mondiaux de 1966 à Dortmund, elle est médaillée d'argent en barres asymétriques et médaillée de bronze au concours général individuel et au concours général par équipes.
Elle entre à l'International Gymnastics Hall of Fame en 2002.